# Appartementhaus Vorwerk

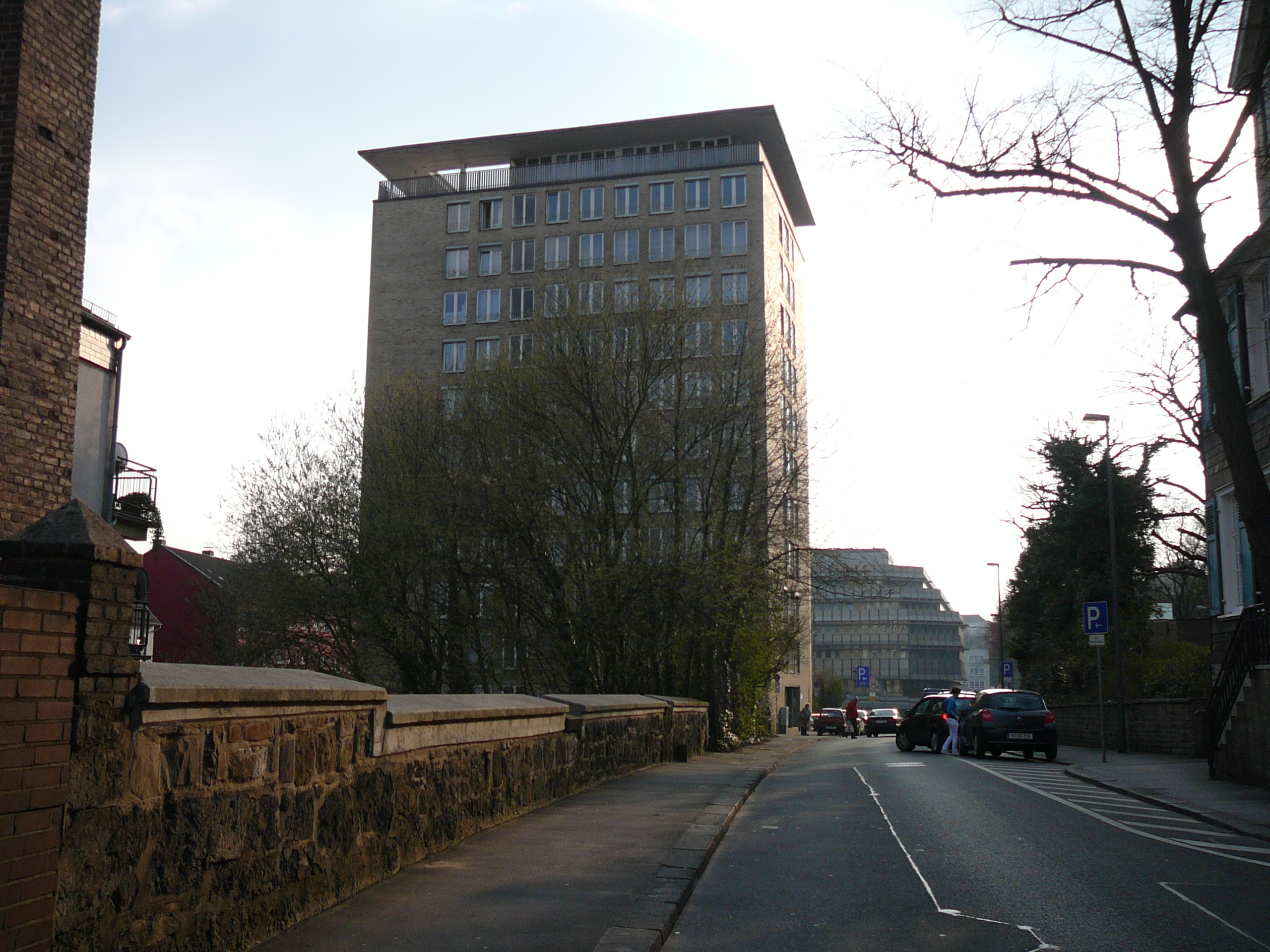
Ostfront

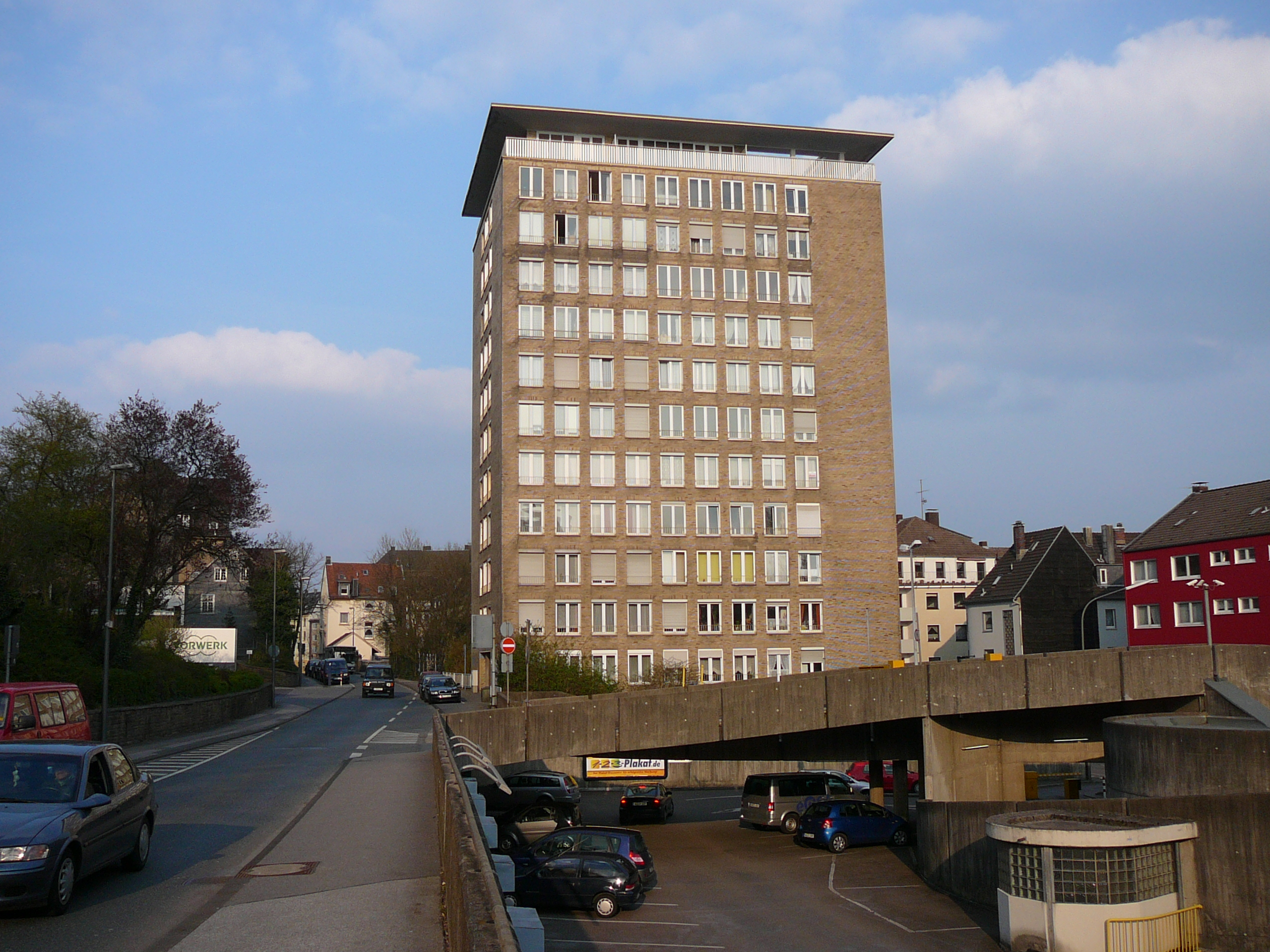
Westfront

Das Appartementhaus Vorwerk ist ein unter Denkmalschutz stehendes Hochhaus im Wuppertaler Stadtteil Barmen. Es hat die Hausanschrift Große Flurstr. 51, aber auf dem Mühlenweg 28 befindet sich auch ein Zugang zu dem Wohngebäude.
Die Barmer Baugesellschaft für Arbeiterwohnungen ließ das vom Architekten Bernhard Hermkes geplante Hochhaus auf dem Grundstück der Firma Vorwerk & Co. in den Jahren 1953 bis 1954 errichten. Die Planungen beruhten auf Skizzen des Firmeninhabers August Mittelsten Scheid aus dem Jahr 1908. Das zwölfgeschossige Wohnhaus, das zunächst als Verwaltungshochbau geplant war, mit gestaffeltem Dachgeschoss (Penthouse) und weit vorspringendem Flachdach, befindet sich gegenüber der Konzernzentrale Vorwerks, die auch aus der Planung Hermkes stammt.
Es war eines der ersten der Wuppertaler Hochhäuser. Am 27. Februar 2002 wurde das Gebäude unter Baudenkmalschutz gestellt.